# Jonathan Hickman
(Jonathan Hickman)
Jonathan Hickman (3 settembre 1972) è uno scrittore e fumettista statunitense.

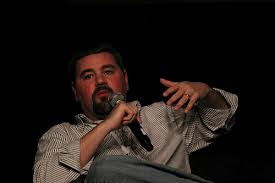
Jonathan Hickman

Debutta come scrittore e disegnatore di fumetti nel 2006 con la miniserie The Nightly News pubblicata della Image Comics. L'autore viene subito notato dalla Marvel Comics che nel 2009 gli affida una serie regolare mensile quale Secret Warriors. Nello stesso anno gli viene affidata la storica serie della Marvel Fantastic Four di cui scrive soggetti e sceneggiature fino al n. 611 (l'ultimo della serie).
Attualmente continua la sua collaborazione sia con la Marvel realizzando serie legate al rilancio degli Avengers, e sia con la Image e Avatar Press per quanto riguarda i suoi progetti creator-owned. Nel 2012 Hickman è stato inserito al 51º posto tra le 100 persone più influenti nel mondo dell'editoria a fumetti di lingua inglese. La motivazione risiede nei suoi rivoluzionari progetti per la Image e per il suo ruolo nel rinnovamento dei personaggi Marvel.

## Carriera

### Debutto (2006-2007)
Hickman debutta nel mondo dei comics statunitensi grazie all'editore indipendente Image. Nel biennio 2006-2007 inizia la pubblicazione di due miniserie. Pubblica The Nightly News, che racconta di uno scenario distopico in cui i media hanno preso il potere, e Pax Romana, che narra di un futuro in cui la chiesa cattolica schiacciata dall'imperante islamismo decide di inviare nel passato un gruppo di soldati per cambiare il corso della storia, delle quali è autore sia dei testi che dei disegni, e ha scritto anche N'Kantu, the Living Mummy: MustDie/EatSoul, una storia della Legione dei mostri, albo unico pubblicato dalla Marvel, che si tratta del suo primo lavoro per una delle due maggiori case editrici del settore.

### Successo e affermazione (2008-2012)
Negli anni successivi continua a lavorare sia per la Image che per la Marvel, che lo sceglie come autore dei testi della nuova serie Secret Warriors. Si tratta della prima serie regolare a cui Hickman lavora e anche per questo la Marvel lo affianca allo scrittore più navigato Brian Michael Bendis. Dopo i primi sei numeri del 2009, la serie rimane esclusivamente a Hickman, il quale la porta avanti fino all'ultimo numero (il 28 del settembre 2011). Contemporaneamente continua a lavorare anche per gli editori indipendenti, realizzando delle copertine per la Virgin Comics, in particolare per la serie Guy Ritchie's Gamekeeper di Andy Diggle e per Seven Brothers di Garth Ennis. Per la Image ha scritto The Core per la Top Cow's Pilot Season nel 2008 e nuove miniserie quali Transhuman del 2008, prima miniserie di cui realizza solo i testi in quanto i disegni sono affidati a J. M. Rinquet, e Red Mass for Mars, con Ryan Bodenheim, miniserie che richiede un lungo periodo di lavorazione in quanto pubblicata tra il 2008 e il 2010 che narra di un'invasione della Terra da parte di una razza aliena.
I discreti successi ottenuti convincono la Marvel ad affidargli la serie storica Fantastic Four, quella che ha ufficialmente segnato il debutto della Casa delle Idee nel 1961. Con il n.570 (ottobre 2009) Hickman diviene lo scrittore della serie e la dovrà gestire fino n.611 (dicembre 2012), altro numero storico in quanto l'ultimo della serie. La Marvel decide di rilanciare Fantastic Four con un nuovo numero 1 all'interno del progetto Marvel NOW!. Già con il numero 588 la serie si era interrotta e Hickman la rilancia con il titolo FF o Fondazione Futuro. In questa serie si vede l'Uomo Ragno far parte del gruppo per sostituire la Torcia Umana. La serie torna al suo nome e numerazione originale con il n.600. Nonostante ciò il titolo FF continua la sua vita editoriale fino al 23° numero quando viene chiuso in previsione del rilancio all'interno di Marvel Now!. La chiusura di Fantastic Four con il n.611 non significa la conclusione della storia del celebre quartetto o l'intenzione di farne un reboot ma (a detta della Marvel) una specie di rilancio dei suoi personaggi con nuovi autori e nuove storie. Hickman rientra pienamente nel progetto e la Marvel gli offre le redini delle serie degli Avengers che ripartano anche loro dal numero 1.

## Vita privata
Vive nella Carolina del Sud insieme alla famiglia e ai suoceri. Ha un fratello gemello di nome Marc che ha giocato come calciatore professionista per lo Shimizu S-Pulse nel campionato giapponese e adesso scrive recensioni letterarie per il Des Moines Register. Anche Jonathan, pur non avendo praticato il calcio a livello professionistico come Marc, ne condivide la passione. Lo considera infatti tra i suoi sport preferiti e se potesse essere qualcun altro per un giorno sceglierebbe di poter giocare una partita nei panni di Lionel Messi. Il suo film preferito è Dune di David Lynch. Difatti il film si basa su un romanzo di Frank Herbert le cui opere hanno avuto grande influenza su Jonathan al pari dei fumetti di Grant Morrison e Warren Ellis.

## Opere

### Image Comics
- The Nightly News (storia e disegni), miniserie di 6 numeri, 2006-2007, Editore italiano: Panini Comics, Collana: 100%Panini Comics, 2012, ISBN 978-88-6304-290-0
- Black Circle White: The Recycle Soul Project (storia e disegni), in Popgun Volume 1, 2007
- Pax Romana (storia e disegni), miniserie di 4 numeri, 2007-2008, Editore italiano: Panini Comics, Collana: 100%Panini Comics, 2012, ISBN 978-88-6304-162-0
- Transhuman (storia, con disegni di J. M. Ringuet), miniserie di 4 numeri, 2008
- Red Mass for Mars (storia, con disegni di Ryan Bodenheim), miniserie di 4 numeri, 2008-2010
- Comic Book Tattoo: 1000 Oceans (storia e disegni), antologia graphic novel, 480 pag., 2008, ISBN 1-58240-965-X
- Red Wing (storia con disegni di Nick Pitarra), miniserie di 4 numeri, 2011, in Red Wing 140 pag., 2011, ISBN 1-60706-479-0
- The Manhattan Projects (storia con disegni di Nick Pitarra), serie regolare, numeri 1-25, 2012-novembre 2014.
- Secret (storia con disegni di Ryan Bodenheim), serie regolare, n.1 aprile 2012-in corso.
- Feel Better Now (storia e disegni) antologia graphic novel,, 2012
- East of West (storia con disegni di Nick Dragotta), serie regolare, n.1 marzo 2013-in corso.
- The Manhattan Projects: The Sun Beyond the Stars, miniserie, marzo 2015-in corso.

### Marvel Comics
- The Living Mummy (storia e disegni, in Legione dei mostri: Satana, Marvel Comics, 2007)
- Secret Warriors: Declaration (storia, coautore Brian Bendis e disegni di Stefano Caselli, in Dark Reign: New Nation, one-shot, Marvel Comics, 2009):
- Secret Warriors (storia, coautore Brian Bendis e disegni di Stefano Caselli, serie regolare, Marvel Comics, 2009 - in corso)
  - Nick Fury, Agent of Nothing (numeri 1-6 e DR: New Nation one-shot, 184 pag., 2009, ISBN 0-7851-3999-0; 2009, ISBN 0-7851-3864-1)
  - God of Fear, God of War (numeri 7-10 e DR: The List one-shot, hc, 144 pag., 2010, ISBN 0-7851-4306-8; 2010, ISBN 0-7851-3865-X)
  - Wake the Beast (numeri 11-16, 160 pag., 2010, ISBN 0-7851-4757-8; 2011, ISBN 0-7851-4758-6)
  - Last Ride of the Howling Commandos (numeri 17-19 Siege tie-in one-shot, 112 pag., 2010, ISBN 0-7851-4759-4; 2011, ISBN 0-7851-4760-8)
  - Night (numeri 20-24, 136 pag., 2011, ISBN 0-7851-4802-7; 2011, ISBN 0-7851-4803-5)
  - Wheels within Wheels (numeri 25-28, 112 pag., 2011, ISBN 0-7851-5814-6; 2012, ISBN 0-7851-5815-4)
  - Omnibus (numeri 1-28 and the one-shots, 904 pag., 2012, ISBN 0-7851-6333-6)
- Bobby and Sam in Mojoworld (storia, disegni di Nick Pitarra, in Astonishing Tales vol. 2, 6 numeri, Marvel Comics, 2009)
- Shang-Chi: Master of Kung Fu & Deadpool in: The Annual Race to Benefit Various and Sundry Evil Organizations and Also the Homeless. Now with Beer and Hot Dogs. (storia, con disegni di Kody Chamberlain, in Shang-Chi: Master of Kung Fu, one-shot, Marvel Comics, 2009)
- Dark Reign: The List - Secret Warriors (storia, disegni di Ed McGuinness, one-shot, Marvel Comics, 2009)
- S.H.I.E.L.D. (storia, con Dustin Weaver, serie regolari, Marvel Comics, 2010–in corso):
  - Architects of Forever (vol. 1 numeri 1-6, 192 pag., 2011, ISBN 0-7851-4894-9; 2011, ISBN 0-7851-4422-6)
  - The Human Machine (vol. 2 numeri 1-6 and Infinity one-shot, 168 pag., 2012, ISBN 0-7851-5249-0)
- Fantastici Quattro:
  - Fantastici Quattro numeri 570-588 (storia, con Dale Eaglesham, serie regolare, Marvel Comics, 2009-2011)
    - Dark Reign: Fantastici Quattro (storia, con Sean Chen, miniserie, Marvel Comics, 2009):
      - The Bridge (con Sean Chen, in Dark Reign: Fantastic Four numeri 1-5, 2009)
      - Doctor Doom: ...And I'll Get the Land (storia, con Adi Granov, in Dark Reign: The Cabal, one-shot, Marvel Comics, 2009)

    - Volume 1 (144 pag., 2010, ISBN 0-7851-4317-3; 2010, ISBN 0-7851-3688-6):
      - Solve Everything (con Dale Eaglesham, in numeri 570-572, 2009)
      - Adventures on Nu-World (con Neil Edwards, in numeri 573, 2010)
      - Days of Future Franklin! (con Neil Edwards, in numeri 574, 2010)

    - Volume 2 (112 pag., 2010, ISBN 0-7851-4716-0; 2010, ISBN 0-7851-4541-9):
      - Prime Elements (con Dale Eaglesham, in numeri 575-578, 2010)

    - Volume 3 (112 pag., 2010, ISBN 0-7851-4717-9; 2011, ISBN 0-7851-4718-7):
      - The Future Foundation (con Neil Edwards, in n. 579, 2010)
      - The Frank-tastic Four (con Neil Edwards, in n. 580, 2010)
      - When Everything's Lost, the Battle is Won... Because of All These Things I've Done (con Neil Edwards, in numeri 581-582, 2010)

    - Volume 4 (184 pag., 2011, ISBN 0-7851-4891-4; 2011, ISBN 0-7851-5143-5):
      - Three (con Steve Epting, Nick Dragotta e Mark Brooks, numeri 583-588, 2010-2011)

    - Forever (184 pag., 2012, ISBN 0-7851-6152-X):
      - Forever (con Steve Epting, Carmine Di Giandomenico, Leinil Francis Yu e Farel Dalrymple, #600-604, 2011-2012)
      - End of Line (con Ron Garney, in n. 605, 2012)

  - FF:
    - Volume 1 (136 pag., 2011, ISBN 0-7851-5144-3; 2012, ISBN 0-7851-5145-1):
      - The Club (con Steve Epting, in n. 1, 2011)
      - Doom Nation (con Steve Epting, in n. 2, 2011)
      - Whatever Happened to All Those Reeds? (con Steve Epting, in n. 3, 2011)
      - The Beating of Drums, The Sound of War (con Barry Kitson, in numeri 4-5, 2011)

    - Volume 2 (144 pag., 2012, ISBN 0-7851-5769-7; 2012, ISBN 0-7851-5770-0):
      - The War of Four Cities (con Greg Tocchini, Steve Epting e Barry Kitson, in numeri 6-11, 2011)

    - Volume 3 (120 pag., 2012, ISBN 0-7851-6312-3):
      - "All Hope Lies in Doom" (con Juan Bobillo e Nick Dragotta, in numeri 12-15, 2012)
      - "One Step Beyond" (con Nick Dragotta e Steve Epting, in n. 16, 2012)
      - "The Roommate Experiment" (con Nick Dragotta, in n. 17, 2012)
- Ultimate Comics: Thor numeri 1-4 (con Carlos Pacheco, 2010-2011) in UC:T (112 pag., 2011, ISBN 0-7851-5187-7; 2011, ISBN 0-7851-5188-5)
- Ultimate Comics: Fallout numeri 2-6 (con Bryan Hitch, Steve Kurth, Carlo Pagulayan, Salvador Larroca, Billy Tan e Mitch Breitweiser, 2011) in UC:F (hc, 136 pag., 2011, ISBN 0-7851-5912-6; 2012, ISBN 0-7851-5913-4)
- Ultimate Comics: Ultimates (con Esad Ribić, Brandon Peterson, Luke Ross e Sam Humphries, 2011-2012):
  - Volume 1 (numeri 1-6, 144 pag., 2012, ISBN 0-7851-5717-4; 2012, ISBN 1-84653-504-2)
  - Volume 2 (numeri 7-12, 144 pag., 2012, ISBN 0-7851-5719-0)
- Ultimate Comics: Hawkeye numeri 1-4 (con Rafa Sandoval, 2011) in UC:H (112 pag., 2012, ISBN 0-7851-6227-5; 2012, ISBN 0-7851-5744-1)
- Infinity (storia con disegni di Jerome Opena, Dustin Weaver e Jim Cheung), miniserie di 6 numeri (completata), 2013.
- Avengers World (coautore dei testi con Nick Spencer, disegnata da Stefano Caselli), serie regolare, n.1-in corso, 8 gennaio 2014 (data distribuzione primo numero).[19]

### Altri lavori
- Virgin
  - Gamekeeper n.2 (solo copertina, 2007)
  - 7 Brothers (solo copertina, 2007)
  - Voodoo Child n.3 (solo copertina, 2007)
  - Tall Tales of Vishnu Sharma: Panchatantra n. 4 (solo copertina, 2008)
- Pilot Season: The Core (storia, disegni di Kenneth Rocafort, one-shot, Top Cow, 2008)
- Drafted n. 11 (solo copertina, Devil's Due, 2008)
- Cages (solo copertina, Insomnia, 2009)
- God is dead (storia, disegni di Di Amorim), miniserie di 6 numeri distribuita da settembre 2013, n.1-in corso, Avatar Press

## Premi e riconoscimenti
- 2008: Nomination per "Best Limited Series" (o miglior miniserie in italiano) Eisner Award per The Nightly News.[20]
- 2011: Nomination per "Best Continuing or Limited Series" (o miglior miniserie o serie periodica in italiano) Harvey Award per Fantastic Four (vol.1).[21][22]
- 2013: Nomination per "Best Continuing Series" (o miglior serie regolare in italiano) per The Manhattan Projects e come "Best Writer" (o miglior scrittore) agli Eisner Award.[23]